# Campeonato Mundial de Atletismo Júnior de 2014 - Salto em altura feminino
A prova do salto em altura feminino do Campeonato Mundial de Atletismo Júnior de 2014 ocorreu entre os  dias 25 e 27 de julho em Eugene, nos Estados Unidos. 

## Recordes
Antes desta competição, os recordes mundiais e do campeonato nesta prova eram os seguintes:
|     | Nome                     | Nacionalidade                       | Altura | Local           | Data                                   |
| --- | ------------------------ | ----------------------------------- | ------ | --------------- | -------------------------------------- |
| WJR | Olga Turchak Heike Balck | União Soviética · Alemanha Oriental | 2.01 m | Moscou Chemnitz | 7 de julho de 1986 18 de junho de 1989 |
| CR  | Alina Astafei            | Roménia                             | 2.00 m | Sudbury         | 29 de julho de 1988                    |

## Medalhistas
| Ouro              | Prata                | Bronze             |
| Morgan Lake (GBR) | Michaela Hrubá (CZE) | Irina Ilieva (RUS) |

## Cronograma
Todos os horários são locais (UTC-7).
| Data        | Hora  | Evento       |
| ----------- | ----- | ------------ |
| 25 de julho | 11:55 | Qualificação |
| 27 de julho | 15:00 | Final        |

## Resultados

### Qualificação
Qualificação: 1,85 m (Q) ou pelo menos melhor 12 qualificado (q) 
| Posição | Grupo | Atleta                  | Nacionalidade  | 1.65 | 1.70 | 1.75 | 1.79 | 1.82 | 1.85 | Resultados | Notas                |
| ------- | ----- | ----------------------- | -------------- | ---- | ---- | ---- | ---- | ---- | ---- | ---------- | -------------------- |
| 1       | A     | Iryna Gerashchenko      | Ucrânia        | –    | –    | o    | o    | o    | o    | 1.85       | Q                    |
| 1       | B     | Akela Jones             | Barbados       | –    | –    | o    | o    | –    | o    | 1.85       | Q,                   |
| 3       | A     | Daniellys Dutil         | Cuba           | –    | o    | o    | o    | xo   | o    | 1.85       | Q                    |
| 4       | A     | Cassie Purdon           | Austrália      | –    | xo   | o    | o    | xo   | o    | 1.85       | Q,                   |
| 4       | B     | Rachel McCoy            | Estados Unidos | o    | o    | o    | xo   | xo   | o    | 1.85       | Q,                   |
| 6       | B     | Morgan Lake             | Reino Unido    | –    | –    | o    | o    | o    | xo   | 1.85       | Q                    |
| 7       | A     | Erika Furlani           | Itália         | –    | o    | o    | o    | xo   | xxo  | 1.85       | Q                    |
| 8       | B     | Michaela Hrubá          | Chéquia        | –    | o    | o    | o    | o    | –    | 1.82       | q                    |
| 9       | B     | Krista-Gay Taylor       | Jamaica        | –    | o    | o    | o    | xo   | xxx  | 1.82       | q,                   |
| 9       | B     | Lin Wang                | China          | –    | o    | o    | o    | xo   | –    | 1.82       | q                    |
| 11      | A     | Irina Ilieva            | Rússia         | –    | o    | o    | xo   | xo   | xxx  | 1.82       | q                    |
| 12      | A     | Lucija Zubcic           | Croácia        | –    | o    | xo   | xxo  | xo   | xxx  | 1.82       | q,                   |
| 13      | A     | Paulina Borys           | Polónia        | –    | o    | o    | xo   | xxo  | xxx  | 1.82       | Recorde pessoal      |
| 13      | B     | Elina Kakko             | Finlândia      | –    | o    | o    | xo   | xxo  | xxx  | 1.82       | Recorde da temporada |
| 15      | B     | Eleonora Omoregie       | Itália         | o    | o    | xo   | xo   | xxo  | xxx  | 1.82       |                      |
| 16      | B     | Gintaré Nesteckyté      | Lituânia       | –    | o    | o    | o    | xxx  |      | 1.79       |                      |
| 16      | B     | Sophie Frank            | Alemanha       | o    | o    | o    | o    | xxx  |      | 1.79       |                      |
| 16      | B     | Nicola McDermott        | Austrália      | –    | o    | o    | o    | xxx  |      | 1.79       |                      |
| 16      | B     | Yorgelis Rodríguez      | Cuba           | –    | o    | o    | o    | xxx  |      | 1.79       |                      |
| 20      | B     | Valerie Bonnet          | França         | –    | o    | xo   | o    | xxx  |      | 1.79       |                      |
| 20      | A     | Rhizlane Siba           | Marrocos       | –    | o    | xo   | o    | xxx  |      | 1.79       |                      |
| 22      | A     | Leonie Reuter           | Alemanha       | o    | o    | o    | xo   | xxx  |      | 1.79       |                      |
| 22      | B     | Ana Paula De Oliveira   | Brasil         | –    | o    | o    | xo   | xxx  |      | 1.79       |                      |
| 24      | A     | Heta Tuuri              | Finlândia      | o    | o    | xo   | xo   | xxx  |      | 1.79       |                      |
| 25      | A     | Elodie Tshilumba        | Luxemburgo     | –    | o    | o    | xxo  | xxx  |      | 1.79       |                      |
| 26      | A     | Ximena Lizbeth Esquivel | México         | –    | o    | xo   | xxo  | xxx  |      | 1.79       |                      |
| 27      | A     | Petra Luterán           | Hungria        | o    | o    | xo   | xxx  |      |      | 1.75       |                      |
| 27      | A     | Bailey Weiland          | Estados Unidos | o    | o    | xo   | xxx  |      |      | 1.75       |                      |
| 29      | A     | Eliška Buchlovská       | Chéquia        | o    | o    | xxx  |      |      |      | 1.70       |                      |
| 30 !    | B     | Lara Omerzu             | Eslovênia      | –    | xxx  |      |      |      |      | NM         |                      |

### Final
A prova final foi realizada no dia 27 de julho às 15:00. 
| Posição           | Atleta             | Nacionalidade  | 1.73 | 1.78 | 1.82 | 1.85 | 1.88 | 1.91 | 1.93 | 1.97 | Resultados | Notas           |
| ----------------- | ------------------ | -------------- | ---- | ---- | ---- | ---- | ---- | ---- | ---- | ---- | ---------- | --------------- |
| Medalha de ouro   | Morgan Lake        | Reino Unido    | –    | o    | o    | xo   | o    | o    | xo   | xxx  | 1.93       |                 |
| Medalha de prata  | Michaela Hrubá     | Chéquia        | –    | o    | o    | xo   | o    | xxo  | xxx  |      | 1.91       | NJR             |
| Medalha de bronze | Irina Ilieva       | Rússia         | o    | o    | o    | xxo  | xo   | xxx  |      |      | 1.88       |                 |
| 4                 | Rachel McCoy       | Estados Unidos | o    | o    | xo   | o    | xxo  | xxx  |      |      | 1.88       | Recorde pessoal |
| 5                 | Iryna Gerashchenko | Ucrânia        | –    | o    | o    | o    | xxx  |      |      |      | 1.85       |                 |
| 6                 | Cassie Purdon      | Austrália      | o    | o    | o    | o    | xxx  |      |      |      | 1.85       | =               |
| 7                 | Erika Furlani      | Itália         | o    | o    | o    | xxo  | xxx  |      |      |      | 1.85       |                 |
| 8                 | Lin Wang           | China          | xo   | o    | xo   | xxx  |      |      |      |      | 1.82       |                 |
| 9                 | Lucija Zubcic      | Croácia        | o    | o    | xxo  | xxx  |      |      |      |      | 1.82       | =               |
| 10                | Daniellys Dutil    | Cuba           | o    | o    | xxx  |      |      |      |      |      | 1.78       |                 |
| 11                | Krista-Gay Taylor  | Jamaica        | o    | xxx  |      |      |      |      |      |      | 1.73       |                 |
| 12 !              | Akela Jones        | Barbados       |      |      |      |      |      |      |      |      | DNS        |                 |

Legenda
| Recorde mundial       | Recorde mundial (World record)               |                       | Recorde africano                      | Recorde africano (African) |                                           | Q | Classificado por posição (Qualified) |
| Recorde do campeonato | Recorde do campeonato (Championship record)  | Recorde da América    | Recorde da América (Americas)         | q                          | Classificado por melhor tempo (Qualified) |   |                                      |
| Melhor marca do ano   | Melhor marca do ano (World leading)          | Recorde asiático      | Recorde asiático (Asian)              | DNS                        | Não largou (Did not start)                |   |                                      |
| Recorde nacional      | Recorde nacional (National record)           | Recorde europeu       | Recorde europeu (European)            | DNF                        | Não terminou (Did not finish)             |   |                                      |
| Recorde pessoal       | Recorde pessoal do atleta (Personal best)    | Recorde da Oceania    | Recorde da Oceania (Oceania)          | DSQ / DQ                   | Desclassificado (Disqualified)            |   |                                      |
| Recorde da temporada  | Recorde da temporada do atleta (Season best) | Recorde sul-americano | Recorde sul-americano (South America) | NM                         | Sem marca (No mark)                       |   |                                      |